# 石薬師寺
石薬師寺（いしやくしじ）は、三重県鈴鹿市石薬師町にある、東寺真言宗の仏教寺院。山号は高富山（たかとみざん）。院号は瑠璃光院（るりこういん）。本尊は薬師如来。

## 歴史
寺伝によれば、神亀3年（726年）、泰澄が、当地で巨石の出現を見、薬師如来の示現と悟り、草庵を設け供養したことが、当山の開創とされている。その後弘仁3年（812年）空海（弘法大師）が、巨石に薬師如来を刻み開眼法要を行い、人々の信仰を集めたことにより、嵯峨天皇（在位809年 – 823年）は勅願寺とし、荘厳な寺院を建立し、名を高富山西福寺瑠璃光院と称していたと伝える。
天正年間（1573年 – 1592年）の兵火により焼失している。
寛永6年（1629年）になって、当時の神戸城城主一柳監物が、諸堂宇を再建した。現在の本堂はこの時のものである。
元和2年（1616年）に、東海道五十三次の宿場である石薬師宿にちなみ、高富山瑠璃光院石薬師寺と改称し、今日に至っている。本堂内には、秘仏本尊薬師如来（鈴鹿市指定文化財）、紀州徳川家寄進の脇侍日光菩薩、月光菩薩ほか、十二神将、地蔵菩薩、大日如来、不動明王が安置され、大師堂には知恵弘法と呼ばれる弘法大師像を安置している。

## みどころ
当寺の東側を東海道が通っており、江戸時代参勤交代でこの地を通る城主が、道中の安全祈願を当寺で行ったことは知られており、その際山門から境内に下りる石段に丸みをつけ、足元に配慮したという石段が、今も残されている。また江戸時代に活躍した浮世絵師の歌川広重が、東海道五十三次（浮世絵）にここ石薬師宿（東海道江戸より44番目の宿場）の全景を描き、広く知られている。

## 文化財
三重県指定有形文化財（建造物）
- 石薬師寺薬師堂（1棟）：平成19年（2007年）3月27日指定

本堂にあたる薬師堂は桁行3間、梁間4間の単層、寄棟造平入、本瓦葺きの木造建物である。隅木や棟札（むなふだ）の墨書により、寛永6年（1629年）に近江大工によって再建、寛政元年（1789年）に屋根が葺替えられ、寛政6年（1794年）に内陣張付の修復と厨子の再建が行われたことが分かる。正統的な和様意匠を用いた伝統的傾向の強い大型の三間堂であり、建立および改修の年代が明確であるため、技術的・意匠的にこの地方の基準作例となるものとして、歴史的価値が高い。更に三重県内の近世寺院建築としては建築年代も最も早い時期に属するもので、ほぼ類似の形式を備える真言・天台宗の三間堂の中でも最古の例である。
鈴鹿市指定有形文化財
- 石薬師の石仏

花崗岩製、線彫の如来立像で像高190cm、寺伝によれば弘法大師が、地面生え抜きの石に刻んだという。浅い線彫り、ほおはゆたかで、薬師仏として親しまれてきた。平素は秘仏であるが、12月20日の「おすす払い」には、洗い清められる。後世の彫り直しがあり、時代判定は困難だが、平安時代後期の作とされている。

## 年中行事
- 1月1日～1月3日 – 修正会
- 1月8日 – 初薬師供
- 3月21日 – 弘法大師正御影供
- 4月8日 – 大般若仏生会 花祭り
- 7月16日 – 閻魔尊大施餓鬼会式
- 12月20日～12月21日 – 御本尊開扉おすす取り

## 近隣施設
- 石薬師の蒲桜[4] – 県指定文化財、天然記念物
- 佐佐木信綱記念館（日本の歌人、国文学者） 当寺より東海道を北へ0.6km
- 白鳥塚古墳 (鈴鹿市)
- 伊勢国分寺（国分町）

## アクセス
- JR関西本線 河曲駅より西へ約2km。
- 国道1号：石薬師交差点より南へ約0.5km、国道沿い。